# Diphemanil metilsulfate
Diphemanil metilsulfate là một thuốc kháng muscarinic.